# Tanjung Kemala (Batu Raja Timur)
Tanjung Kemala is een bestuurslaag in het regentschap Ogan Komering Ulu van de provincie Zuid-Sumatra, Indonesië. Tanjung Kemala telt 1546 inwoners (volkstelling 2010).